# Orientomysis aspera
Orientomysis aspera is een aasgarnalensoort uit de familie van de Mysidae. De wetenschappelijke naam van de soort werd in 1964 voor het eerst geldig gepubliceerd door Ii.

## Verspreiding
Orientomysis aspera is een aasgarnaal die inheems is in de kustwateren van Japan, Korea en Noord-China. In 1992 werd het gevonden in de Baai van San Francisco, Californië. In zijn oorspronkelijke verspreidingsgebied is het kenmerkend voor eutrofe estuaria met een zoutgehalte van meer dan 10 psu; in de Suisun-baai bij San Francisco lijkt het echter bestand te zijn tegen een breed scala aan zoutgehalten van 0-30 psu. Deze soort, en een andere geïntroduceerde aasgarnaal, Hyperacanthomysis longirostris, hebben grotendeels de voorheen dominante inheemse aasgarnaal Neomysis mercedi vervangen.